# Ulisse Matthey
Ulisse Matthey (Turin, 19 avril 1876 – Lorette, 6 juillet 1947) était un organiste et compositeur italien surnommé « le Prince des organistes ».

## Biographie
Ulisse Matthey étudia avec Arnaldo Galliera au Conservatoire de Parme et se perfectionna auprès de Alexandre Guilmant à Paris. Il fut premier organiste de la basilique de la Sainte Maison de Lorette de 1902 à 1923, puis professeur au Conservatoire de Turin.
À l'Institut de Turin, il fait construire, selon ses plans, un orgue monumental à quatre claviers par la  maison Tamburini de Crema.
Au cours de sa carrière, il donne 526 concerts en Italie, en France, en Belgique, en ex-Yougoslavie, aux États-Unis et en Amérique du Sud.
En 1938, il figure parmi les interprètes invités à inaugurer l' orgue à cinq claviers de la cathédrale de Milan, œuvre conjointe des facteurs d'orgues Mascioni et Tamburini.
Il est connu pour sa transcription pour orgue de la Chaconne de Bach pour violon.
Ulisse Matthey est enterré au cimetière de Lorette.